# نيكلاس ارلبيك
نيكلاس ارلبيك (بالألمانية: Niclas Erlbeck)‏ (10 يناير 1993 بكاسل في ألمانيا - ) هو لاعب كرة قدم ألماني في مركز الوسط.

## حياته المهنية
في 16 يناير 2019، انضم إرلبك إلى نادي الدرجة الرابعة شيمنيتسر من 3. فريق الدوري الإسباني كارل زايس جينا. بعد ستة أيام، أراد مغادرة النادي لأسباب شخصية، وتم إنهاء العقد بالتراضي. كان إرلبيك بلا نادي حتى 30 أغسطس 2019، حيث وقع عقدًا لمدة موسم كامل مع إف سي إنرجي كوتبوس.

## روابط خارجية
- نيكلاس ارلبيك على موقع قاعدة بيانات كرة القدم.إي يو (الإنجليزية)
- نيكلاس ارلبيك على موقع عالم كرة القدم.نت (الإنجليزية)